# متلألئة أنيقة
متلألئة أنيقة (الاسم العلمي:Luzula elegans) هي نوع من النباتات تتبع جنس المتلألئة من الفصيلة الأسلية.